# Goldfrapp
Goldfrapp är en brittisk elektronisk musikduo som bildades 1999 i London av Alison Goldfrapp på sång och synthesizer och Will Gregory på synthesizer. Tillsammans skriver och producerar de även sina låtar.
Goldfrapps album har skiftat i sound genom åren och har på ett innovativt sätt bundit samman gruppens elektroniska rötter med andra musikstilar. Goldfrapp debuterade år 2000 med albumet Felt Mountain, vars introverta och experimentella sound präglas av Alison Goldfrapps syntetiserade sång över filmiska ljudlandskap. Det uppnådde plats 57 på den brittiska albumlistan och fick ett övervägande positivt mottagande av musikkritiker. Med gruppens andra album, Black Cherry (2003), utforskade duon glamrock och synthpop. Detta sound låg även till grund för deras tredje album, Supernature (2005). Supernature tog Goldfrapp närmare dance och bidrog till internationella listframgångar. Albumet fick även en nominering för 'Best Electronic/Dance Album' vid 2007 års Grammy Awards.
Det fjärde albumet, Seventh Tree (2008), avvek från deras tidigare sound med större tyngd på ambient och downtempomusik och inspiration från natur och paganism, medan Head First från 2010 visade upp 1980-talsinspirerad synthpop. Ett sjätte album, Tales of Us, släpptes i september 2013 och blev en tillbakagång till duons lågmälda rötter.
Fem av gruppens singlar har toppat den amerikanska Hot Dance Club Songs-listan; "Strict Machine '04", "Ooh La La", "Number 1", "Rocket" och "Alive". Även balladen "A&E" är en singel som fått måttliga radiospelningar. Vidare har Goldfrapp fått viss uppmärksamhet genom film med deras originalmusik till My Summer of Love, och deras låtar kan höras i filmer som The Other Guys, Get Him to the Greek och 99 Francs.

## Historia

### Bildandet (1999)
Alison Goldfrapp inledde sin musikkarriär i början av 1990-talet som gästsångare med det elektroniska bandet Orbital och triphop-artisten Tricky. Hon träffade kompositören Will Gregory 1999 efter att han hade lyssnat på en tidig version av låten "Human". Gregory kände ett samband med Goldfrapp och erbjöd henne att spela in en demo för soundtracket han höll på att komponera för att se om de kunde arbeta tillsammans. Demon färdigställdes aldrig men de hade ändå upplevt inspelningen tillsammans som trevlig. Efter flera månader av telefonsamtal sinsemellan bestämde de sig för att bilda ett band och började uppträda under Goldfrapps efternamn.
I augusti 1999 skrev Goldfrapp på kontrakt med det Londonbaserade skivbolaget Mute Records. Paret började spela in sitt debutalbum under en sexmånadersperiod, med start i september 1999 i en hyrd villa i Wiltshire-bygden. Inspelningsprocessen var tuff för Alison, som ofta fann sig ensam och störd av möss och insekter i byggnaden.

### Felt Mountain(2000–02)
Goldfrapps debutalbum, Felt Mountain, släpptes i september 2000 och innehöll singlarna "Lovely Head", "Utopia", "Pilots (On a Star)" och "Human". Låtarna karaktäriseras av Alison Goldfrapps syntetiserade sång över filmatiska ljudlandskap och präglas av en mängd olika musikstilar, inklusive kabaré, folkmusik och elektronisk musik. Albumet mottogs väl av musikkritiker, som beskrivits som "samtidigt inställsam och förförisk, elegant och graciös". Den uppnådde 57:e placering på brittiska albumlistan samt brittisk guldcertifiering enligt British Phonographic Industry. 2001 nominerades Felt Mountain till Mercury Music Prize, ett årligt musikpris som delas ut för bästa brittiska eller irländska album från föregående år.
För att marknadsföra Felt Mountain begav sig Goldfrapp ut på turné i Storbritannien och resten av Europa samt Nordamerika som förband åt Nick Cave and the Bad Seeds och Doves. Bandet hade svårigheter med att framföra låtar från albumet live på grund av deras komplexa arrangemang som krävde upp till 40 musiker. De bestämde sig så småningom för att spela ihop med violinisten Davide Rossi, trummisen Rowan Oliver och keyboardisten Andy Davies.

### Black Cherry(2003–04)

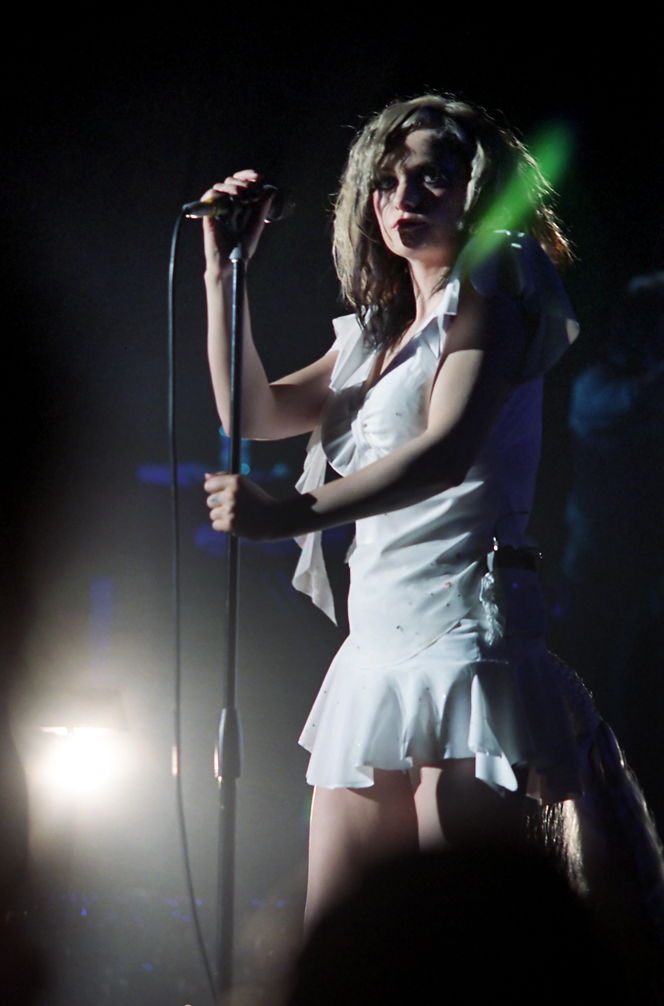
Alison Goldfrapp live vid Hammersmith Apollo i London 2003

Goldfrapps andra album, Black Cherry, släpptes i april 2003. Bandet spelade in albumet i en mörklagd studio i Bath i England. Studions väggar var täckta med neonljus som gruppen använde för att skriva ner sina låtidéer på. Det här albumet fokuserade mer på dancemusik och glamrock-inspirerade synthar än dess föregångare. Alison Goldfrapp kommenterade att skivan skilde sig från Felt Mountain eftersom bandet "kände att vi verkligen inte ville upprepa vad vi hade gjort...vi ville nog mer göra något som kändes lika fräscht för oss som den första kändes för oss, och vi ville lägga mer "fart" i det".  Albumet fick positiva recensioner från kritiker, som fann det vara en "oväntad glädje" och ett "sällsynt electronica-album av värme och djup...det ultimata chillout-behaget". Black Cherry uppnådde 19:e placering på brittiska albumlistan och nummer fyra på Billboard Dance/Electronic Albums i USA. Den sålde platina i Storbritannien och 52 000 exemplar i USA.
Den första singeln som släpptes från albumet var "Train", som nådde 23:e placering på brittiska singellistan. Låten, vars text behandlar besatthet och frosseri, inspirerades av Goldfrapps besök i Los Angeles under deras Felt Mountain-turné. "Strict Machine" var albumets andra singel. Låten visade sig vara framgångsrik på flera format, och nådde förstaplatsen på amerikanska Hot Dance Club Songs-listan. 2004 vann "Strict Machine" en Ivor Novello Awards i kategorin Best Dance Single. Albumets tredje singel, "Twist", är en låt som inspirerats av en sexuell fantasi Goldfrapp hade som tonåring. Titelspåret släpptes som skivans fjärde singel och nådde 28:e placering i Storbritannien.

### Supernature(2005–06)
Goldfrapp gav ut sitt tredje album, Supernature, i augusti 2005. Albumet bygger vidare på den pop och elektroniska dansmusik som hade en framträdande plats på Black Cherry, men fokuserar mer på subtila hooks istället för de stora refrängerna hos dess föregångare. Från början hade bandet aldrig planerat skapa dansmusik, men eftersom deras tidigare skivor hade visat sig vara populära bland nattklubbarna i Nordamerika bestämde de sig för att fokusera på ett mer dansorienterat album. Supernature debuterade som tvåa på brittiska albumlistan och sålde 52 000 exemplar under sin första vecka. Den har sålt en miljon exemplar världen runt och certifierades platina i Storbritannien. Albumet fick en Grammy Award-nominering 2007 för 'Best Electronic/Dance Album', och låten "Ooh La La" var nominerad till 'Best Dance Recording'.

### Seventh Tree(2006–08)

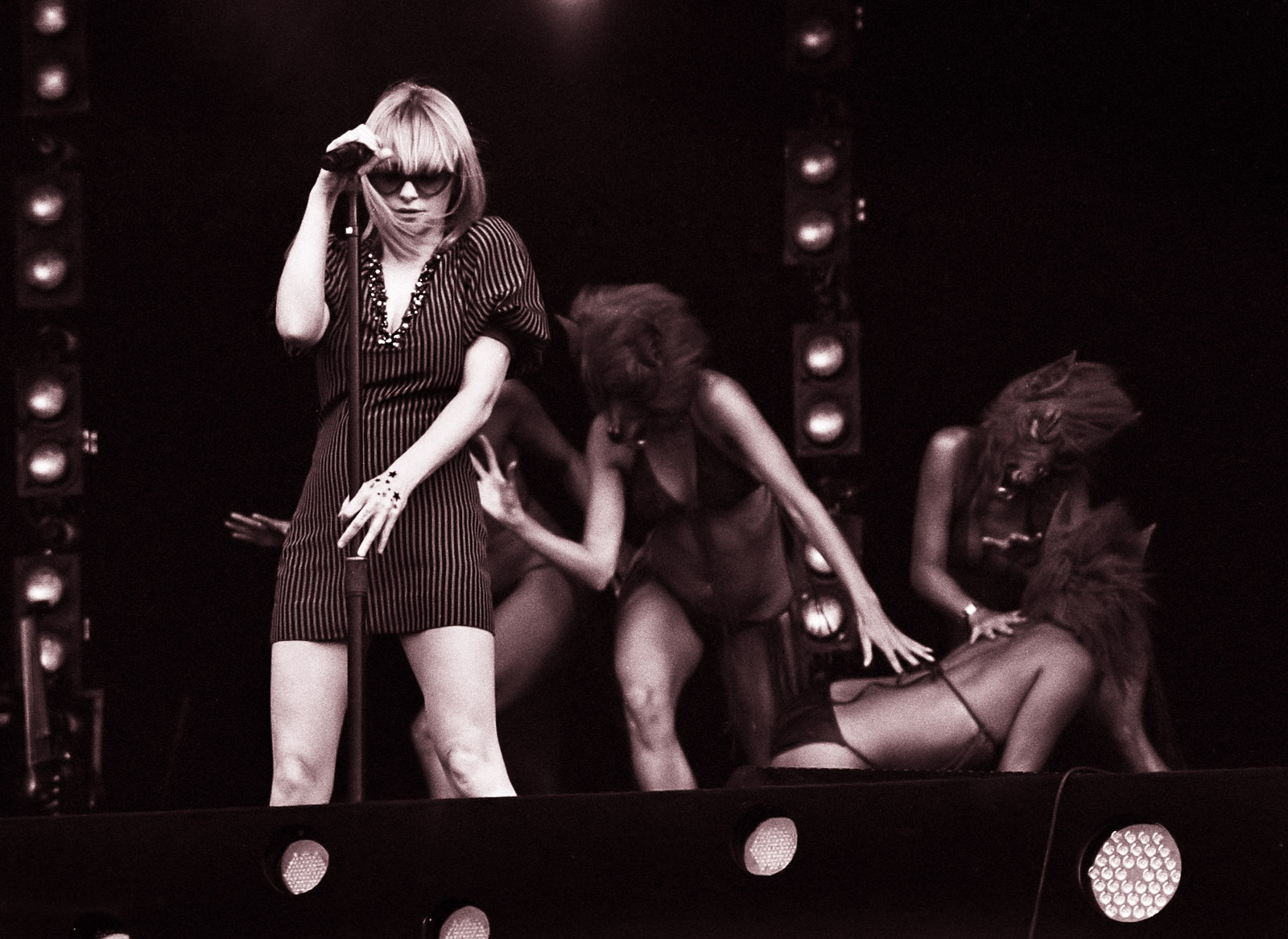
Alison Goldfrapp live vid Wireless Festival i Hyde Park, London 2007

Gruppen började skriva och spela in sitt fjärde album i slutet av 2006 i Bath. Alison Goldfrapp menade att deras vinterinspelningar var svåra. Däremot gav våren inspelningen gynnsammare resultat. Seventh Tree, deras fjärde album, släpptes i februari 2008 och debuterade också som tvåa på brittiska albumlistan. Albumet är ett steg ifrån pop och elektronisk dansmusik som visades på Supernature och präglas mer av ambient och downtempomusik. Bandet var inspirerade av en akustisk radiosession de hade utfört, vilket ledde duon att använda akustiska gitarrer i deras musik för att skapa "varma" och "delikata" ljud. Delaktig i produktionen var även brittiska producenten Flood.
Albumets ledande singel, "A&E", uppnådde tionde placering i Storbritannien. Singeln mötte positiva recensioner från kritiker, som beskrev den som "en vacker nedstämd ballad" och "frodig, folklig och organisk". "Happiness", albumets andra singel, uppnådde 25:e placering i Storbritannien. Den tredje singeln, "Caravan Girl", som berättar om en flicka som lider av minnesförlust, uppnådde 54:e placering i Storbritannien.

### Head First(2009–10)
I september 2009 meddelade Goldfrapp att de hade börjat spela in sitt femte studioalbum, Head First. Den 1 december 2009 meddelade duon albumets releasedatum, 22 mars 2010. Det synthpop-influerade albumet fick en Grammy Award-nominering för 'Best Electronic/Dance Album' 2011.
Albumets ledande singel, "Rocket", framfördes live första gången på The Jo Whiley Show den 23 januari 2010 och släpptes därefter på singel den 9 mars. Låten, som beskriver en otrogen älskare, har av både The Times och Spin jämförts med "Jump" av Van Halen. I USA uppnådde "Rocket" som bäst tionde plats på Hot Dance Club Songs-listan. "Alive" gavs ut som albumets andra singel. I musikvideon till låten hade Alison Goldfrapp rollen som en slags aerobicsinstruktör som ledde en grupp black metal-fans och vampyrer genom ett träningspass. Till albumets tredje singel, "Believer", gjordes remixer av Vince Clarke och Davide Rossi.

### The SinglesochTales of Us(2011 och framåt)
Den 6 februari 2012 släpps Goldfrapps första retrospektiva samlingsalbum, The Singles, innehållande 14 låtar varav två nyskrivna; "Yellow Halo" och "Melancholy Sky".
Gruppens sjätte album, Tales of Us, kommer att släppas den 9 september 2013 och debutera live vid Manchester International Festival den 16-17 juli. Albumet kommer att innehålla 10 låtar där samtliga titlar utom "Stranger" är personnamn. Vidare presenterades även återlanseringen av duons webbplats med en trailervideo av Lisa Gunning. Som första singel från albumet valdes "Drew", utgiven tillsammans med en musikvideo den 15 juli 2013.

## Filmmusik
Goldfrapp har skrivit originalmusiken till den brittiska dramafilmen My Summer of Love från 2004, i vilken även deras låt "Lovely Head" har använts. Låten "We Radiate" skrevs exklusivt för soundtracket till The Vampire Diaries, 2010. Därutöver har flera andra av gruppens låtar förekommit i filmer, bland annat "Ooh La La" i The Other Guys och How to Make It in America (2010), "Strict Machine" i Get Him to the Greek (2010) och "Lovely Head" i 99 Francs (2007).

## Samarbeten med andra artister
Inför inspelningen av Christina Aguileras fjärde album, Bionic, anlitade hon flera av sina favoritartister för att skriva material tillsammans med, däribland Goldfrapp. I en artikel från januari 2010 nämner duon att de skrev en låt ihop men som aldrig blev klar. "Det var mycket trevligt att bli tillfrågad, mycket trevligt att jobba med henne...Och sen har vi inte hört var den är, så vi är lite nyfikna på att veta.", kommenterade Gregory. Det visade sig dock att låten inte hamnade på albumet, som släpptes i juni samma år.
Goldfrapp har även remixat Marilyn Mansons singel "This Is the New Shit" och Lady Gagas singel "Judas".

## Diskografi
- 2000: Felt Mountain
- 2003: Black Cherry
- 2005: Supernature
- 2008: Seventh Tree
- 2010: Head First
- 2013: Tales of Us
- 2017: Silver Eye

## Turnéer
- Black Cherry Tour (3 mars 2003–10 juli 2004; 70 shower)
- Head First World Tour (8 juni–26 november 2010; 47 shower)
- Tales of Us Tour (2013–pågående; 43 shower)

## Priser och utmärkelser
| År   | Nominerat verk   | Ceremoni                         | Pris                                | Resultat  |
| ---- | ---------------- | -------------------------------- | ----------------------------------- | --------- |
| 2001 | Felt Mountain    | Mercury Music Prize              | Mercury Music Prize                 | Nominerad |
| 2004 | Goldfrapp        | ASCAP/PRS Awards                 | Dance Award                         | Vinst     |
| 2004 | Goldfrapp        | BRIT Awards                      | Best British Dance Act              | Nominerad |
| 2004 | "Strict Machine" | Ivor Novello Awards              | The Ivors Dance Award               | Vinst     |
| 2005 | Goldfrapp        | BT Digital Music Awards          | Best Pop Artist                     | Nominerad |
| 2005 | "Strict Machine" | International Dance Music Awards | Best Underground Dance Track        | Nominerad |
| 2005 | Goldfrapp        | MTV Europe Music Awards          | Best Alternative                    | Nominerad |
| 2007 | "Ooh La La"      | Grammy Awards                    | Best Dance Recording                | Nominerad |
| 2007 | Supernature      | Grammy Awards                    | Best Dance/Electronica Album        | Nominerad |
| 2007 | "Number 1"       | International Dance Music Awards | Best Progressive House/Trance Track | Nominerad |
| 2008 | "Happiness"      | Q Awards                         | Best Video                          | Nominerad |
| 2008 | "Happiness"      | UK Music Video Awards            | Best Pop Video – UK                 | Nominerad |
| 2011 | "Rocket"         | Grammy Awards                    | Best Dance Recording                | Nominerad |
| 2011 | Head First       | Grammy Awards                    | Best Dance/Electronica Album        | Nominerad |